# Hazel Abel
Hazel Abel (Plattsmouth, 1888. július 10. - Lincoln, 1966. július 30.) az Amerikai Egyesült Államok szenátora (Nebraska, 1954. november 8. és december 31. között).